# Lån meg din kone
Lån meg din kone är en norsk svartvit komedifilm från 1958 i regi av Edith Carlmar. I rollerna ses bland andra Tore Foss, Sonja Wigert och Vigdis Røising.

## Handling
Ett företag ska tillsätta en ny kontorsschef. Det är allmänt känt att företagets direktör endast vill ha gift folk i ledningen. För att kunna få arbetet lånar en ung avdelningschef sin bäste väns fru och presenterar henne som sin egen på en firmafest. Förvecklingar uppstår.

## Rollista
- Tore Foss – Carl W. Rustad, direktör
- Sonja Wigert – Vernonica Flint
- Vigdis Røising – Wenche Rustad
- Atle Merton – Bjørn Lund, avdelningschef
- Erik Lassen – Holmsen
- Randi Kolstad – Anita (som Randi Borch)
- Egil Hjorth-Jenssen
- Rolf Just Nilsen
- Turid Balke – Fru Holmsen
- Aud Schønemann
- Elsa Lystad – sällskapsgäst

## Om filmen
Lån meg din kone bygger på Erik Populiers roman med samma namn från 1958. Romanen omarbetades till manus av Otto Carlmar, som även producerade filmen. Hans fru, Edith Carlmar, regisserade. Fotograf var Sverre Bergli och klippare Fritze Kiær Nilsen. Musiken komponerades av Maj Sønstevold. Filmen hade premiär den 4 september 1958 i Norge.